# اژگوی
اژگوی یک روستا در ایران است که در شهرستان مهدی‌شهر و استان سمنان واقع شده‌است. اژگوی ۲۸ نفر جمعیت دارد.

## جمعیت
این روستا در دهستان چاشم قرار دارد و براساس سرشماری مرکز آمار ایران در سال ۱۳۸۵، جمعیت آن ۲۸ نفر (۸ خانوار) بوده‌است.